# Lista de opioides benzimidazol

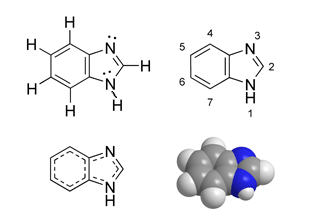
Estructura del núcleo del benzimidazol

Los opioides benzimidazoles son una clase de opioides sintéticos que contienen una estructura central de benzimidazol. Las propiedades analgésicas de estas sustancias fueron descubiertas a mediados de la década de 1950 por la empresa suiza Ciba AG. El subgrupo más importante son los opioides nitazeno , cuyo uso como narcóticos desde 2019 se ha extendido cada vez más en Norteamérica, Europa y África Occidental. Otros opioides que contienen benzimidazol se clasifican por separado en el subgrupo de las orfinas. Debido a efectos secundarios peligrosos, como la depresión respiratoria, los opioides benzimidazol no tienen uso médico.

## Tabla del grupo "nitazeno" de opioides benzimidazol
| Estructura | Nombre                                                      | Subtítulo de anillo        | Potencia analgésica (morfina = 1) | PubChem   | CAS #                         |
| ---------- | ----------------------------------------------------------- | -------------------------- | --------------------------------- | --------- | ----------------------------- |
|            | Desnitazeno (1-diethylaminoethyl-2-benzyl-benzimidazole)    | hidrógeno                  | 0.1                               | 28787     | 17817-67-3                    |
|            | Metodesnitazeno (Metazeno)                                  | 4-metoxi                   | 1                                 | 26412     | 14030-77-4 1071546-40-1 (HCl) |
|            | Metodesnitazepina                                           | 4-metoxi                   |                                   |           |                               |
|            | Etodesnitazeno (Etazeno)                                    | 4-etoxi                    | 70                                | 149797386 | 14030-76-3                    |
|            | Etodesnitazepina                                            | 4-etoxi                    | 20                                | 162623599 |                               |
|            | Etodesnitazepipna                                           | 4-etoxi                    | 10                                | 162623611 | 102762-98-1                   |
|            | Protodesnitazeno                                            | 4-(n-propoxi)              | 10                                | 157010653 | 805212-21-9                   |
|            | Isotodesnitazeno                                            | 4-isopropoxi               | ~75                               | 162623708 | 2732926-27-9                  |
|            | Desnitroclonitazeno                                         | 4-cloro                    |                                   | 45590863  |                               |
|            | Nitazeno                                                    | hidrógeno                  | 2                                 | 15327524  | 14030-71-8                    |
|            | Etileno nitazeno                                            | hidrógeno                  |                                   | 15327525  | 194537-85-4                   |
|            | meta-Metonitazeno                                           | 3-metoxi                   | 2                                 |           | 96168-49-9                    |
|            | Metonitazeno                                                | 4-metoxi                   | 100                               | 53316366  | 14680-51-4                    |
|            | Metonitazepina                                              | 4-metoxi                   |                                   |           | 3053113-16-6                  |
|            | Metonitazepipna                                             | 4-metoxi                   |                                   |           |                               |
|            | N-desetilmetonitazeno                                       | 4-metoxi                   |                                   |           |                               |
|            | Metometazeno                                                | 4-metoxi                   |                                   |           | 95138-58-2                    |
|            | Dimetonitazeno                                              | 3,4-dimetoxi               | 10                                | 162623836 | 95809-33-9                    |
|            | α-metil-metonitazeno                                        | 4-metoxi                   | 50                                | 162625089 | 806634-80-0                   |
|            | α-metil-etonitazeno                                         | 4-etoxi                    |                                   |           |                               |
|            | α-hidroxi-etonitazeno                                       | 4-etoxi                    |                                   | 21815907  |                               |
|            | Homólogo del metonitazeno fenetilo (etileno metonitazeno)   | 4-metoxi                   | 50                                |           |                               |
|            | Etilenetonitazeno                                           | 4-etoxi                    |                                   |           |                               |
|            | Etonitazeno                                                 | 4-etoxi                    | 1000-1500                         | 13493     | 911-65-9                      |
|            | O-desetil-etonitazeno                                       | 4-hidroxi                  | 1                                 | 156588969 | 94758-81-3                    |
|            | N-desetiletonitazeno (NDE)                                  | 4-etoxi                    | 1000/1500-2000                    | 162623580 | 2732926-26-8                  |
|            | Metabolito 5-amino del etonitazeno                          | 4-etooxi                   | 2                                 | 13408927  | 75821-80-6                    |
|            | Etometazeno                                                 | 4-etoxi                    | 20                                | 168310446 | 95293-25-7                    |
|            | 6-Metildesnitroetonitazeno (Iso-etometazeno)                | 4-etoxi                    |                                   | 172872037 |                               |
|            | Análogo de 5-trifluorometilo de etonitazeno (etotriflazeno) | 4-etoxi                    |                                   | 21815908  | 15451-92-0                    |
|            | 5-Trifluorometil isotodesnitazeno (Isototriflazeno)         | 4-isopropoxi               |                                   |           | 15451-92-0                    |
|            | Análogo de 5-ciano de etonitazeno (etocianazeno)            | 4-etoxi                    |                                   | 27268     | 15419-87-1                    |
|            | Protocianazeno                                              | 4-propoxi                  |                                   |           |                               |
|            | Isotocianazeno                                              | 4-isopropoxi               |                                   |           |                               |
|            | Análogo de 5-acetilo de etonitazeno (etoacetazeno)          | 4-etoxi                    |                                   | 25957     | 13406-60-5                    |
|            | Análogo de 5,6-dicloro etonitazeno (etodicloazeno)          | 4-etoxi                    |                                   |           | 102476-04-0                   |
|            | Análogo de N,N-dimetilo del etonitazeno                     | 4-etoxi                    | 20                                | 67089584  | 714190-52-0                   |
|            | Etonitazepina                                               | 4-etoxi                    | 180-190                           | 155804760 | 2785346-75-8                  |
|            | Etonitazepipna                                              | 4-etoxi                    | 190                               | 162623834 | 734496-28-7                   |
|            | Análogo de morfolina de etonitazeno                         | 4-etoxi                    | 2                                 | 162623685 | 805958-08-1                   |
|            | 1-Etilpirrolidinilmetil N-desalquiletonitazeno              | 4-etoxi                    |                                   |           |                               |
|            | Isómero 6-nitro del etonitazeno (iso-etonitazeno)           | 4-etoxi                    | 20                                | 59799752  | 114160-61-1                   |
|            | Protonitazeno                                               | 4-(n-propoxi)              | 200                               | 156589001 | 119276-01-6 95958-84-2        |
|            | Protonitazepina                                             | 4-(n-propoxi)              | 180-190                           | 168322728 |                               |
|            | Protonitazepipna                                            | 4-(n-propoxi)              |                                   |           |                               |
|            | N-desetilprotonitazeno                                      | 4-(n-propoxi)              |                                   |           |                               |
|            | Isotonitazeno                                               | 4-isopropoxi               | 500                               | 145721979 | 14188-81-9                    |
|            | Isotonitazepina                                             | 4-isopropoxi               |                                   | 168322631 |                               |
|            | Isotonitazepipna                                            | 4-isopropoxi               |                                   |           |                               |
|            | N-desetilisotonitazeno                                      | 4-isopropoxi               | 1000-2000                         | 162623899 | 2732926-24-6                  |
|            | iso-isotonitazeno                                           | 4-isopropoxi               |                                   |           |                               |
|            | Alonitazeno                                                 | 4-allyloxi                 |                                   |           |                               |
|            | Ciprotonitazeno                                             | 4-cyclopropoxi             |                                   |           |                               |
|            | Butonitazeno                                                | 4-butoxi                   | 5                                 | 156588955 | 95810-54-1                    |
|            | Isobutonitazeno                                             | 4-isobutoxi                |                                   | 168322282 |                               |
|            | Secbutonitazeno                                             | 4-secbutoxi                |                                   | 168322285 |                               |
|            | Etoetonitazeno                                              | 4-etoxietoxi               | 50                                | 162623504 | 806642-21-7                   |
|            | Fluornitrazeno (fluetonitazeno)                             | 4-(2-fluoroetoxi)          |                                   | 172332078 |                               |
|            | Fluetonitazepina                                            | 4-(2-fluoroetoxi)          |                                   | 172871918 |                               |
|            | Trifluorometonitazeno                                       | 4-trifluorometoxi          |                                   |           | 954386-78-8                   |
|            | Flunitazeno                                                 | 4-fluoro                   | 1                                 | 156588967 | 2728-91-8                     |
|            | Clonitazeno                                                 | 4-cloro                    | 3                                 | 62528     | 3861-76-5                     |
|            | Diclonitazeno                                               | 2,4-dicloro                |                                   |           |                               |
|            | α-carboxamido-clonitazeno                                   | 4-cloro                    | 3                                 |           |                               |
|            | Bronitazeno                                                 | 4-bromo                    | 5                                 | 162623726 |                               |
|            | Nitronitazeno                                               | 4-nitro                    |                                   |           | 101795-25-9                   |
|            | Metilnitazeno (Menitazeno)                                  | 4-metilo                   | 10                                | 162623683 | 95282-00-1                    |
|            | Etilnitazeno (enitazeno)                                    | 4-etilo                    | 20                                | 162623845 | 114160-82-6                   |
|            | Propilnitazeno (Pronitazeno)                                | 4-propil                   | 50                                | 162623877 | 700342-00-3                   |
|            | t-Butilnitazeno                                             | 4-(tert-butilo)            | 2                                 | 162623621 | 805215-64-9                   |
|            | Acetoxinitazeno                                             | 4-acetoxi                  | 5                                 | 162623779 | 102760-24-7                   |
|            | Metionitazeno                                               | 4-metiltio                 | 50                                | 162623790 | 102471-37-4                   |
|            | Etiltionitazeno                                             | 4-etiltio                  | 30                                | 162623931 | 102758-70-3                   |
|            | Análogo de feniltio de etodesnitazeno                       | 4-etoxi                    | 1                                 | 21045     | 3275-92-1                     |
|            | Análogo de feniltio/pirrolidina de etodesnitazeno           | 4-etoxi                    | 2                                 | 19846499  | 13451-68-8                    |
|            | Metilendioxinitazeno                                        | 3,4-metilendioxi           |                                   |           |                               |
|            | Etilenoxinitazeno                                           | tetrahidrofurano fusionado |                                   |           |                               |